# Volodimir Ivanovics Ljutij
Volodimir Ivanovics Ljutij (ukránul: Володимир Іванович Лютий; Dnyipropetrovszk, 1962. április 20. –) ukrán labdarúgóedző, korábban szovjet válogatott labdarúgó.

## Pályafutása

### Klubcsapatban
Pályafutását szülővárosában a Dnyipro Dnyipropetrovszkban kezdte. 1979 és 1989 között 250 mérkőzésen lépett pályára és 51 alkalommal volt eredményes. A Dinyiproval kétszeres szovjet bajnok és egyszeres kupa, illetve szuperkupagyőztes. Ezt követően kis megszakítással 10 évet töltött Németországban különböző csapatoknál: FC Schalke 04, MSV Duisburg, VfL Bochum, Rot-Weiß Oberhausen, SpVgg Unterhaching. 1993-ban egy kis ideig a Bursaspor játékosa volt.

### A válogatottban
1990-ben 3 alkalommal szerepelt a szovjet válogatottban. Részt vett az 1990-es világbajnokságon. 1992-ben 3 mérkőzésen lépett pályára a FÁK válogatottjában és egy gólt szerzett. Részt vett az 1992-es Európa-bajnokságon.

## Sikerei, díjai

### Játékosként
Dnyipro Dnyipropetrovszk
- Szovjet bajnok (2): 1983, 1988
- Szovjet kupa (1): 1989
- Szovjet szuperkupa (1): 1989

Schalke 04
- Német másodosztály (1): 1991–92

## Külső hivatkozások
- Volodimir Ivanovics Ljutij – a FIFA adatbázisában
- Volodimir Ljutij adatlapja a National-Football-Teams.com oldalon (angolul)

- Volodimir Ljutij. eu-football.info
- Volodimir Ljutij. rusteam.permian.ru

1. ↑  Olympedia (angol nyelven), 2006